# José Norton de Matos

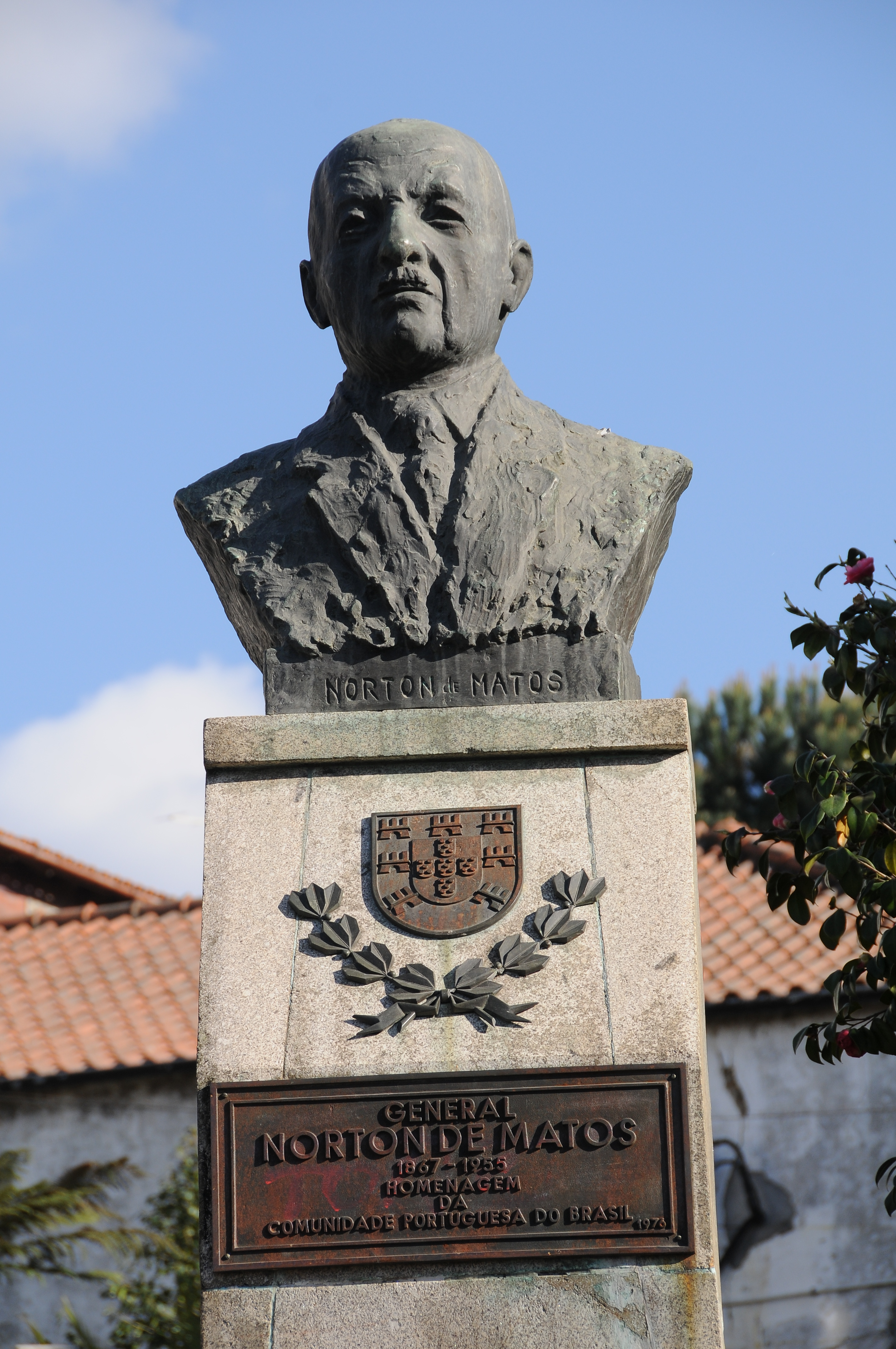
Buste van José Norton de Matos in zijn geboorteplaats.

José Maria Mendes Ribeiro Norton de Matos (Ponte de Lima, 23 maart 1867 - 3 januari 1955) was een Portugees generaal, politicus en eerste minister ten tijde van de Eerste Portugese Republiek.

## Levensloop

### Studies en militaire loopbaan
Na zijn schoolopleiding in Braga en zijn opleiding aan de Escola Académica in Lissabon studeerde hij van 1880 tot 1884 wiskunde aan de Universiteit van Coimbra. Vervolgens begon hij een opleiding aan de militaire school van Lissabon tot onderluitenant bij het vierde cavalerieregiment.
Van 1898 tot 1907 werkte hij als officier in de koloniale administratie van Portugees-Indië. Hij was er directeur van de landmeetkunde.

### Eerste Wereldoorlogen Eerste Portugese Republiek
Zijn terugkeer naar Portugal viel samen met de oprichting van de Eerste Portugese Republiek op 6 oktober 1910. Kort daarna werd hij in het Portugese leger benoemd tot stafchef van de vijfde divisie en later werd hij de chef van de generaalsstaf. In januari 1912 werd hij benoemd tot gouverneur-generaal van Angola ter opvolging van Manuel Maria Coelho, wat hij was tot in 1915. Als gouverneur-generaal was hij verantwoordelijk voor de bescherming van de kolonie van buitenlandse krachten waaronder het Verenigd Koninkrijk, het Duitse Keizerrijk en Frankrijk. Tegelijkertijd had hij wel begrip voor de koloniale machten.
Vervolgens keerde hij naar Portugal terug. Van 14 tot en met 17 mei 1915 was hij als lid van de Constitutionele junta in feite lid van een "college van eerste ministers". Vervolgens was hij van 1915 tot 1917 minister van Koloniën en van Oorlog. Als minister van Oorlog was hij tijdens de Eerste Wereldoorlog verantwoordelijk voor de organisatie van de Portugese eenheden aan het Westfront. Nadat Sidónio Pais op 8 december 1917 in Portugal de macht greep en de Nieuwe Republiek uitriep, besloot Norton de Matos wegens zijn afkeur van de politiek van Pais in ballingschap te gaan naar Londen.
Nadat hij na het einde van de dictatuur van Sidónio Pais eind 1918 terugkeerde naar Portugal, werd hij in januari 1919 door zijn land gedelegeerd bij de Vredesconferentie van Parijs. Deze conferentie leidde tot de ondertekening van het Verdrag van Versailles. Na het einde van de conferentie keerde hij terug naar Angola, waar hij van 1921 tot 1923 opnieuw gouverneur-generaal was. Van 1921 tot 1923 was hij ook de eerste hoge commissaris van Angola. Vervolgens werd hij benoemd tot ambassadeur in Londen, wat hij was tot aan de putsch van 26 mei 1926.

### Militaire dictatuur en oppositie tegen deEstado Novo
Tijdens de militaire dictatuur was hij van 1926 tot 1932 professor wiskunde aan het Technisch Hogeschoolinstituut (Instituto Superior Técnico). Net zoals vele politici in zijn tijd was hij vrijmetselaar en in november 1929 werd hij verkozen tot grootmeester. De oorspronkelijke gekozene, voormalig premier en president António José de Almeida, was kort daarvoor overleden. Toen de regering een wet over het verbod van geheime genootschappen wou laten stemmen door het parlementen, liet Norton de Matos zijn protest horen bij een onderhoud met parlementsvoorzitter José Alberto dos Reis. Nadat de wet op 21 mei 1935 goedgekeurd werd en bijgevolg de vrijmetselarij werd verboden, moest hij terugtreden als grootmeester.
Na het begin van het regime van António de Oliveira Salazar en diens opgerichte Estado Novo, werd hij in 1932 ontslagen als professor. In de volgende jaren werd hij een leidende tegenstander van Salazar en in 1943 werd hij verkozen tot lid van de Nationale Raad van de Verenigde Nationale Antifascistische Beweging (Movimento de Unidade Nacional Anti-Fascista).
In 1948 was hij voor de oppositie kandidaat voor het presidentschap van Portugal tegen zetelend president António Óscar Carmona. In zijn verkiezingsmanifest van 9 juli 1948 zette hij zich in voor de vrijheid van verkiezingen en van verkiezingsbijeenkomsten en voor een wetenschappelijk onderzoek naar de stemresultaten bij verkiezingen. Nadat de regering van Salazar duidelijk maakte dat ze het niet eens was met de ideeën van Norton de Matos, maakte hij bekend dat hij op 12 februari 1949 zijn kandidatuur voor het presidentschap terugtrok.
Toch bleef hij een van de leiders van de democratische oppositiebeweging. Het centrum van deze beweging bevond zich in de Noord-Portugese stad Porto.

### Onderscheidingen
In de loop van zijn militaire en beroepsloopbaan werd hij met verschillende Portugese en buitenlandse ordes onderscheiden:
- Portugal: Grootkruis in de Orde van de Toren en het Zwaard (1919)
- Portugal: Grootkruis in de Orde van Aviz (1921)
- Verenigd Koninkrijk: Grootkruis in de Orde van Sint-Michaël en Sint-George
- Portugal: Commandeur in de Orde van Christus

- Bibsys: 10075064
- Bibliothèque nationale de France: cb15670190d (data)
- Gemeinsame Normdatei: 118588745
- International Standard Name Identifier: 0000 0003 5500 3543
- Library of Congress Control Number: n80141320
- Nationale bibliotheek van Australië: 55468465
- Nationale Bibliotheek van Israël: 987007279024605171
- Nederlandse Thesaurus van Auteursnamen: 292190719
- SNAC: w68n1cd5
- Système universitaire de documentation: 116472596
- Trove: 1230508
- Virtual International Authority File: 71444363
- WorldCat: E39PBJhX6yPJjwymDHFBq6Dcyd